# 褐狐猴
 褐狐猴（學名：Eulemur fulvus），为狐猴科美狐猴屬一种，主要分布於馬達加斯加北部和西部的熱带雨林、科摩羅馬約特島。對森林的適應性很高。
其种加词“Fulvus”意为“红黄色的”。

## 體型
頭軀幹長380－500毫米，尾長465－600毫米，體重2.1－4.2公斤。

## 形態
背側的毛色為棕灰色，腹側則是灰白色，尾巴的顏色比較深，臉部略黑，眼睛的上方有較淡的斑紋，臉部周圍均有毛鬚。

## 習性
群居動物，每群由3～15隻個體組成，會在身上塗抹尿液作為氣味識別，以鑑別群集，領地有重合，但是甚少接觸、衝突。每年發情一次，懷孕期為4個月。半夜行性，於黃昏及黎明活動。

## 食性

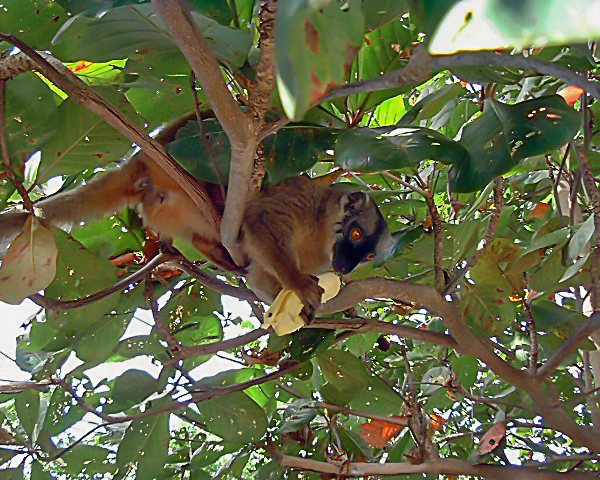
褐狐猴

雜食性，習於在樹上或地面覓食。主要食物為果實、植物和樹膠，另亦吃麵包、餅乾、猴飼料、香蕉、蘋果、番石榴、番茄、猴米糕、木瓜、花胡瓜、紅蘿蔔等。在一些地區，牠們亦吃些無脊椎動物。如：蟬、蜘蛛和馬陸。

## 保育
褐狐猴在IUCN紅色名錄內被列入「近危」級別，保護現狀比較低，但可能在不久的將來有瀕危或滅絕等危險。IUCN需常對此範圍內的物種級別進行重新評估，以確保其危險狀況。
而在瀕危野生動植物種國際貿易公約中亦被列入《附录I》中，禁止在國際間的交易。
於台北市立動物園中，為繁殖狀況最好的狐猴。

## 外部連結
- （繁體中文）新竹市立動物園
- （繁體中文）褐狐猴
- （简体中文）北京瑞爾觀賞動物發展有限公司[永久]